# Amphiptera pacifica
Amhiptera pacifica (в други езици се среща и като „китът на Джилиоли“) е предполагаем вид кит, наблюдаван от Енрико Хилиър Джилиоли. Описано е, че има две гръбни перки. Видът не е признат от научната общност като цяло. 

## Съобщения за наблюдение
Джилиоли твърди, че на 4 септември 1867 г., плавайки на кораба Magenta, на около 1200 мили от бреговете на Чили, е видял вид кит, който не могъл да разпознае. Намирал се е много близо до кораба и е било възможно да бъде наблюдаван около петнадесет минути, оставяйки Джилиоли да направи много подробни наблюдения. Китът е много подобен на финвал с дължина не повече от 18 м, с удължено тяло, но най-забележимата разлика е наличието на две големи гръбни перки на около 6,5 фута (2 м) една от друга. Нито един известен кит няма двойни гръбни перки; финвалът има само една перка, а другите китове нямат нито една. Други необичайни характеристики включват наличието на две сърповидни перки и липсата на долни канали на гърлото, характерни за финваловете.
Друго съобщение за подобен кит с приблизително същия размер е записано от рибарската лодка Lily на шотландското крайбрежие на Абърдийншър през следващата година. През 1983 г. между Корсика и френската територия френският зоолог Жак Мегре забелязва подобно същество.

## Съществуване
Въпреки че съществуването на вида не е доказано, той е получил "класификация" от Джилиоли. Въпреки това учените вероятно биха го класифицирали в Ивичести китове, големи беззъби китове.
Китът може да е генетична мутация, подобна на хората, родени с полидактилия. Друг криптид с две гръбни перки е митичният делфин носорог. Предвид предполагаемия му размер (18 м) и характеристики (приликата с финвал), е изключително малко вероятно такъв вид да не е бил улавян (и докладван) от съвременни търговски китоловци. Ако животните съществуват, вероятно е по-скоро неформиран индивид, отколкото нов вид.